# Bhutan na Letnich Igrzyskach Olimpijskich 1992
Bhutan na Letnich Igrzyskach Olimpijskich 1992 – sześcioosobowa kadra sportowców reprezentujących Bhutan na letnich igrzyskach olimpijskich w 1992 roku w Barcelonie.
Reprezentację tworzyły trzy kobiety i trzech mężczyzn. Wszyscy oni uczestniczyli w zawodach w łucznictwie. Najwyżej sklasyfikowanym reprezentantem Bhutanu w konkurencjach indywidualnych była Karma Tshomo, która zajęła 58. miejsce po przegranej w rundzie wstępnej. W zmaganiach drużynowych zarówno mężczyźni, jak i kobiety zostali sklasyfikowani na ostatnich pozycjach (17. wśród kobiet i 20. wśród mężczyzn).
Najstarszym zawodnikiem w reprezentacji Bhutanu był Pema Tshering (podczas ceremonii otwarcia igrzysk miał 41 lat i 10 dni), natomiast najmłodszą – Pem Tshering (16 lat i 319 dni).
Rolę chorążego reprezentacji Bhutanu podczas ceremonii otwarcia igrzysk pełnił Jubzang Jubzang.
Start w 1992 roku był trzecim występem reprezentantów Bhutanu w igrzyskach olimpijskich i drugim (po igrzyskach w 1984 roku), w którym reprezentacja ta liczyła sześcioro zawodników.

## Tło startu
Bhutański Komitet Olimpijski został powołany w listopadzie 1983 roku, w tym samym roku został on zatwierdzony przez Międzynarodowy Komitet Olimpijski, a rok później przez Azjatycki Komitet Olimpijski. Uczestnictwo w igrzyskach w Barcelonie było trzecim występem reprezentacji Bhutanu na igrzyskach olimpijskich. Przedstawiciele tego kraju pierwszy start olimpijski zaliczyli w 1984 roku, kiedy to wysłali sześcioro zawodników na igrzyska w Los Angeles. Skład liczył wówczas samych łuczników – trzech mężczyzn i trzy kobiety. Najwyższe miejsce zajęła Sonam Chuki w zawodach indywidualnych kobiet, w których została sklasyfikowana na 43. miejscu wśród 47 startujących zawodniczek.
W kolejnych igrzyskach, w 1988 roku w Seulu, skład Bhutanu liczył trzech łuczników. Najlepszy z nich, Thinley Dorji, dla którego był to drugi start olimpijski w karierze, zajął 73. miejsce w starcie indywidualnym w stawce 84 zawodników. W zawodach drużynowych bhutańscy łucznicy zostali sklasyfikowani na ostatniej, 22. pozycji.
Mimo braku olimpijskich sukcesów w łucznictwie, sport ten jest uważany przez Bhutańczyków jako ich sport narodowy.
Poza występami olimpijskimi, w których bhutańscy sportowcy nie zdobyli żadnego medalu, startowali oni również w igrzyskach azjatyckich i Igrzyskach Azji Południowej. W pierwszych jedenastu edycjach igrzysk azjatyckich, które odbyły się przed Letnimi Igrzyskami Olimpijskimi 1992, reprezentanci Bhutanu nie zdobyli żadnego medalu. W latach 1984–1991 Bhutańczycy zdobyli jednak piętnaście medali Igrzysk Azji Południowej – jeden srebrny i czternaście brązowych. Najwięcej medali w trakcie jednych igrzysk osiągnęli w 1987 roku w Kalkucie, kiedy to uzyskali ich sześć – jeden srebrny i pięć brązowych.
Z okazji startu w letnich igrzyskach olimpijskich w Barcelonie bhutańska poczta wyemitowała serię trzech znaczków okolicznościowych. Dwa z nich, będące znaczkami obiegowymi, przedstawiały sylwetkę sportowca. Trzeci, emitowany w formie arkuszy, prezentował sylwetkę bhutańskiego łucznika. Wszystkie znaczki miały wartość 25 ngultrum i zostały wprowadzone do obiegu w lipcu 1992.

## Skład reprezentacji
Do kalendarza igrzysk w Barcelonie Międzynarodowy Komitet Olimpijski włączył 257 konkurencji w 29 dyscyplinach sportowych. Spośród nich reprezentanci Bhutanu wzięli udział w czterech konkurencjach w jednej dyscyplinie – w łucznictwie.
Spośród sześciorga bhutańskich sportowców startujących w 1992 roku w Barcelonie tylko Pema Tshering uczestniczył już wcześniej w zawodach olimpijskich. Cztery lata wcześniej w Seulu zajął on 76. miejsce w zawodach indywidualnych i 22. w drużynowych. Pełnił on również funkcję chorążego reprezentacji podczas ceremonii otwarcia tamtych igrzysk. Dla pozostałych zawodników występ w 1992 roku był debiutem olimpijskim.
| Łucznictwo (6)  |                      |                     |                     |               |
| Zawodnik        | Data urodzenia       | Miejsca na LIO 1988 | Miejsca na LIO 1988 | Źródło        |
| Zawodnik        | Data urodzenia       | indywidualnie       | drużynowo           | Źródło        |
| Jubzang Jubzang | 7 maja 1971          | –                   | –                   | [ 24 ]        |
| Namgyal Lhamu   | 5 kwietnia 1974      | –                   | –                   | [ 25 ]        |
| Karma Tenzin    | 1 grudnia 1972       | –                   | –                   | [ 26 ]        |
| Pem Tshering    | 10 września 1975     | –                   | –                   | [ 27 ]        |
| Pema Tshering   | 15 lipca 1951        | 76                  | 22                  | [ 23 ] [ 28 ] |
| Karma Tshomo    | 10 października 1973 | –                   | –                   | [ 29 ]        |

## Wyniki

### Łucznictwo
Konkurencje indywidualne w łucznictwie podczas Letnich Igrzysk Olimpijskich 1992 w Barcelonie rozpoczęły się rundami wstępnymi 31 lipca. Runda wstępna składała się z czterech serii – strzałów z 30, 50, 70 i 90 metrów. Wśród mężczyzn najlepszy rezultat dla Bhutanu osiągnął Jubzang Jubzang, który został sklasyfikowany na 63. miejscu. Spośród 144 oddanych strzałów, 37-krotnie uzyskał 10 punktów, a 45-krotnie – 9 punktów. Łącznie zdobył 1221 punktów, czyli o 47 mniej niż Andrea Parenti – ostatni zawodnik, który uzyskał kwalifikację do pierwszej rundy zasadniczej. Drugi z przedstawicieli Bhutanu, Karma Tenzin, zajął 71. miejsce z wynikiem 1162 punktów (27 strzałów w „10” i 44 strzały w „9”), wyprzedzając czterech łuczników – Luisa Cabrala z Guamu, Paolo Turę z San Marino, Simosa Simonisa z Cypru oraz Pemę Tsheringa z Bhutanu. Ten ostatni, z wynikiem 1069 punktów, 17-krotnie oddał strzał za 10 punktów i 35-krotnie za 9 punktów.
W zawodach kobiet najwyżej sklasyfikowaną reprezentantką Bhutanu była Karma Tshomo, która zajęła 58. miejsce wśród 61 startujących zawodniczek. Uzyskała ona 1160 punktów (24 strzały po 10 punktów, 40 strzałów po 9 punktów), czyli o 110 punktów mniej niż Jargalyn Otgon – ostatnia zawodniczka, która uzyskała awans do pierwszej rundy zasadniczej. Wynik Tshomo pozwolił wyprzedzić Holenderkę Sjan van Dijk oraz dwie pozostałe reprezentantki Bhutanu – Pem Tshering i Namgyal Lhamu. Tshering uzyskała 1129 punktów (20 strzałów po 10 punktów, 40 strzałów po 9 punktów), natomiast Lhamu – 1047 punktów (17 strzałów po 10 punktów, 31 strzałów po 9 punktów).
Na podstawie wyników indywidualnych sporządzono wyniki konkurencji drużynowych. Wśród mężczyzn zespół Bhutanu zajął ostatnie, 20. miejsce. Do reprezentacji Polski, sklasyfikowanej na 16. pozycji, która dawała awans do pierwszej rundy, Bhutańczykom zabrakło 307 punktów. Wśród kobiet drużyna Bhutanu również zajęła ostatnie miejsce, w tym przypadku było to miejsce siedemnaste. Do reprezentacji Japonii, która uzyskała awans do pierwszej rundy, Bhutan stracił 344 punkty.
| Konkurencja                   | Zawodnik        | Runda wstępna | Runda wstępna | Runda wstępna | Runda wstępna | Runda wstępna | Runda wstępna | Runda wstępna | Runda wstępna | Runda wstępna | Runda wstępna |
| Konkurencja                   | Zawodnik        | Dystans       | Dystans       | Dystans       | Dystans       | Dystans       | Dystans       | Dystans       | Dystans       | Łącznie       | Łącznie       |
| Konkurencja                   | Zawodnik        | 30 m          | 30 m          | 50 m          | 50 m          | 70 m          | 70 m          | 90 m          | 90 m          | Łącznie       | Łącznie       |
| Konkurencja                   | Zawodnik        | Wynik         | Miejsce       | Wynik         | Miejsce       | Wynik         | Miejsce       | Wynik         | Miejsce       | Wynik         | Miejsce       |
| ----------------------------- | --------------- | ------------- | ------------- | ------------- | ------------- | ------------- | ------------- | ------------- | ------------- | ------------- | ------------- |
| Konkurs indywidualny mężczyzn | Jubzang Jubzang | 336           | 61.           | 306           | 58.           | 308           | 61.           | 271           | 62.           | 1221          | 63.           |
| Konkurs indywidualny mężczyzn | Karma Tenzin    | 335           | 62.           | 296           | 67.           | 302           | 67.           | 229           | 74.           | 1162          | 71.           |
| Konkurs indywidualny mężczyzn | Pema Tshering   | 309           | 75.           | 266           | 75.           | 284           | 75.           | 210           | 75.           | 1069          | 75.           |
| Konkurs indywidualny kobiet   | Namgyal Lhamu   | 313           | 60.           | 258           | 61.           | 252           | 61.           | 224           | 61.           | 1047          | 61.           |
| Konkurs indywidualny kobiet   | Pem Tshering    | 314           | 59.           | 269           | 59.           | 292           | 59.           | 254           | 59.           | 1129          | 60.           |
| Konkurs indywidualny kobiet   | Karma Tshomo    | 326           | 54.           | 277           | 57.           | 298           | 56.           | 259           | 58.           | 1160          | 58.           |
| Konkurs drużynowy mężczyzn    | Jubzang Jubzang | 336           | 20.           | 306           | 20.           | 308           | 20.           | 271           | 20.           | 3452          | 20.           |
| Konkurs drużynowy mężczyzn    | Karma Tenzin    | 335           | 20.           | 296           | 20.           | 302           | 20.           | 229           | 20.           | 3452          | 20.           |
| Konkurs drużynowy mężczyzn    | Pema Tshering   | 309           | 20.           | 266           | 20.           | 284           | 20.           | 210           | 20.           | 3452          | 20.           |
| Konkurs drużynowy kobiet      | Namgyal Lhamu   | 313           | 17.           | 258           | 17.           | 252           | 17.           | 224           | 17.           | 3336          | 17.           |
| Konkurs drużynowy kobiet      | Pem Tshering    | 314           | 17.           | 269           | 17.           | 292           | 17.           | 254           | 17.           | 3336          | 17.           |
| Konkurs drużynowy kobiet      | Karma Tshomo    | 326           | 17.           | 277           | 17.           | 298           | 17.           | 259           | 17.           | 3336          | 17.           |